# Modus (Statistik)
Der Modus (Plural Modi), auch Modalwert genannt, ist ein Lageparameter in der deskriptiven Statistik. Er ist definiert als der häufigste Wert, der in der Stichprobe vorkommt. Werden beispielsweise Klausurnoten einer Schulklasse erhoben, so entspricht der Modus der (den) Note(n), die am häufigsten vergeben wurde(n).
Im Gegensatz zu anderen Lagemaßen hat der Modus den Vorteil, dass er bereits ab Nominalskalenniveau existiert. Er ist jedoch im Allgemeinen nicht eindeutig.

## Definition
Jede Merkmalsausprägung, die in einer Stichprobe am häufigsten vorkommt, heißt ein Modus der Stichprobe. Damit ist ein Modus genau ein Gipfel der entsprechenden Häufigkeitsverteilung. Ein Modus kommt also nicht seltener vor als irgendeine Ausprägung desselben Merkmals.
Als Notationen für den Modus finden sich meist {\displaystyle D}, {\displaystyle x_{\text{Mod}}} oder {\displaystyle x_{M}}.

## Beispiele

### Nominalskala
In der Stichprobe
{\displaystyle ({\text{Zebra}},{\text{Elefant}},{\text{Giraffe}},{\text{Zebra}},{\text{Giraffe}},{\text{Antilope}})}
treten die Merkmalsausprägungen {\displaystyle {\text{Zebra}},{\text{Elefant}},{\text{Giraffe}}} und {\displaystyle {\text{Antilope}}} auf. Dabei tritt {\displaystyle {\text{Antilope}}} einmal auf, ebenso {\displaystyle {\text{Elefant}}}. Sowohl {\displaystyle {\text{Zebra}}} als auch {\displaystyle {\text{Giraffe}}} treten zweimal auf. Des Weiteren gibt es kein Merkmal, das dreimal oder öfter auftritt. Also ergeben sich als Modi
{\displaystyle D_{1}={\text{Zebra}}}
und
{\displaystyle D_{2}={\text{Giraffe}}}.

### Ordinalskala
Bei einer Klassenarbeit wurden die Noten
{\displaystyle ({\text{befriedigend}},\;{\text{sehr gut}},\;{\text{befriedigend}},\;{\text{gut}},\;{\text{gut}},\;{\text{ausreichend}},\;{\text{mangelhaft}},\;{\text{ungenuegend}},\;{\text{gut}})}
vergeben. Die Noten {\displaystyle {\text{sehr gut}},\;{\text{ausreichend}},\;{\text{mangelhaft}}} und {\displaystyle {\text{ungenuegend}}} wurden je einmal vergeben, die Note {\displaystyle {\text{befriedigend}}} zweimal und die Note {\displaystyle {\text{gut}}} dreimal. Keine Note wurde mindestens viermal vergeben, also ist der Modus
{\displaystyle D={\text{gut}}}.

### Kardinalskala

#### Unklassierte Daten
Betrachtet man die Stichprobe
{\displaystyle (1,1,1,2,10,11,12,67,72)},
so kommen alle Werte bis auf die {\displaystyle 1} nur je einmal vor, die {\displaystyle 1} jedoch dreimal. Also ist der Modus
{\displaystyle D=1}.

#### Klassierte Daten
Liegen die Daten klassiert vor, dann gibt es zwei Möglichkeiten den Modus zu bestimmen.
1. Grobberechnung:
  - Bestimmung der Modalklasse {\displaystyle M} anhand Häufigkeitsdichten {\displaystyle f_{i}} (Häufigkeitsdichte = Relative Häufigkeit / Klassenbreite)
  - Klassenmitte der Modalklasse
2. Feinberechnung:
  - Bestimmung der Modalklasse {\displaystyle M} anhand Häufigkeitsdichten {\displaystyle f_{i}}
  - {\displaystyle D=x_{M}^{u}+{\frac {f_{M}-f_{M-1}}{2\,f_{M}-f_{M-1}-f_{M+1}}}(x_{M}^{o}-x_{M}^{u})}
mit {\displaystyle x_{M}^{u}} als untere und {\displaystyle x_{M}^{o}} als obere Klassengrenze der Modalklasse. Fällt die Modalklasse auf die erste oder letzte Klasse, dann werden {\displaystyle f_{M-1}} bzw. {\displaystyle f_{M+1}} gleich Null gesetzt.

| Klausurpunkte | Note | Abs. Häufigkeit | Rel. Häufigkeit | Häufigkeitsdichte |
| ------------- | ---- | --------------- | --------------- | ----------------- |
| 0–20          | 5    | 57              | 0,208           | 0,010             |
| 20–30         | 4    | 93              | 0,339           | 0,034             |
| 30–37         | 3    | 92              | 0,336           | 0,048             |
| 37–46         | 2    | 29              | 0,106           | 0,012             |
| 46–51         | 1    | 3               | 0,011           | 0,002             |
| Summe         |      | 274             | 1,000           |                   |

Die Modalklasse ist die Klasse mit der größten Häufigkeitsdichte, also 30–37. Die Grobberechnung ergibt dann {\displaystyle D=33{,}5}, die Feinberechnung {\displaystyle D=30+{\tfrac {0{,}048-0{,}034}{2\cdot 0{,}048-0{,}034-0{,}012}}\cdot (37-30)=31{,}96}.

## Eigenschaften und Vergleich

Vergleich zwischen Modus, Median und „Mittel“ (eigentlich: Erwartungswert) zweier Log-Normalverteilungen

Der Modus ist immer definiert, allerdings im Allgemeinen nicht eindeutig. Beides zeigt das Beispiel unter Nominalskala: Keines der gängigen Lagemaße ist in solch einem allgemeinen Rahmen anwendbar, jedoch treten bei dieser Stichprobe zwei Modi auf. Der Extremfall tritt ein, wenn alle Merkmalsausprägungen in der Stichprobe voneinander verschieden sind: Dann tritt jede genau einmal auf und damit ist jede ein Modus.
Bei Stichproben mit Ordnungsstruktur lässt sich zusätzlich zum Modus noch der Median definieren. Die beiden müssen nicht übereinstimmen, so wäre im Beispiel unter Ordinalskala der Median
{\displaystyle M={\text{befriedigend}}},
wohingegen der Modus als
{\displaystyle D={\text{gut}}}
bestimmt wurde. Bei Vorliegen einer Kardinalskala kann zusätzlich noch das arithmetische Mittel bestimmt werden. Modus, Median und arithmetisches Mittel können jedoch weit auseinanderliegen. So ist der Modus im Beispiel unter Kardinalskala zu
{\displaystyle D=1}
bestimmt worden. Für den Median der Zahlenfolge 1, 1, 1, 2, 10, 11, 12, 67, 72 ergibt sich
{\displaystyle m=10}
und für das arithmetische Mittel
{\displaystyle {\overline {x}}=(1+1+1+2+10+11+12+67+72)/9=19{,}67}.

## Aufbauende Begriffe
Häufigkeitsverteilungen mit zwei oder mehr Modi werden als multimodale Verteilungen bezeichnet. Dabei werden Verteilungen mit zwei Modi als bimodal bezeichnet. Verteilungen mit lediglich einem Modus werden unimodal genannt.

## Charakterisierung der Neigung
In Beobachtungsreihen mit ordinal und metrisch skalierten Merkmalen kann der Modalwert als Dichtemittel bezeichnet werden. Im Vergleich mit Median und arithmetischem Mittel kann der Modus die Neigung der Verteilung – ähnlich der statistischen Schiefe – charakterisieren.
Die Modus-Schiefe nach Karl Pearson ist zum Beispiel definiert als
{\displaystyle {\frac {{\text{Arithmetisches Mittel}}-{\text{Modus}}}{\text{Standardabweichung}}}}.
Folgende Faustregel setzt Modus, Median und arithmetisches Mittel in Beziehung:
- rechtsschiefe (linkssteile) Häufigkeitsverteilung: Modus < Median < arithmetisches Mittel
- linksschiefe (rechtssteile) Häufigkeitsverteilung: Modus > Median > arithmetisches Mittel
- unimodale symmetrische Häufigkeitsverteilung: Modus ≈ Median ≈ arithmetisches Mittel